# Halfway, Maryland
Halfway är en ort i Washington County i delstaten Maryland, USA.